# Isora Castilla
Isora María Castilla Rocha, conocida como Isora Castilla (Candelaria, 12 de julio de 1979), es una pianista, directora de orquesta e investigadora musical española, cuya carrera se ha desarrollado principalmente en Suiza, país del cual actualmente también posee la nacionalidad.

## Inicios y formación
Nace en Candelaria (Tenerife), aunque a los pocos años de edad su familia se traslada a La Palma. Allí pasa su infancia y adolescencia. Recibe sus primeras clases de piano y violín en la Escuela Insular de Música de La Palma y en el Conservatorio Superior de Música de Tenerife.  Posteriormente en 1998 se desplaza a Basilea (Suiza) donde recibe clases de Thomas Kessler (teoría), Jürg Wytenbach y Edna Stern (piano).
En 2003 obtiene el Master of Arts en Piano con sobresaliente y mención honorífica en la Escuela Superior de Música de Zúrich (ZHdK) bajo la dirección de la catedrática Gitti Pirner, estudios que complementa con el Master of Arts in Specialized Performance con el profesor Friedemann Rieger, obteniendo las máximas calificaciones.
Termina el Diploma de Estudios Avanzados (DEA) en la especialidad Práctica musical investigando sobre música del siglo XX y música española para piano bajo la dirección del catedrático Martin Christ, realiza una ampliación de estudios sobre improvisación artística y pefagógica en el  Deutsches Institut für Improvisation (Berlín), y estudia Dirección de orquesta con Christof Brunner (ZHdK) y Arturo Tamayo (SUPSI) en Lugano.
Prosigue con estudios de Investigación Musicológica en la Universidad de Berna  cursando el Master's in Research on the Arts (MRA). También asiste a cursos de interpretación con Guillermo González, Charles Rosen, y recibe clases de Fernando Palacios, Pedro Iturralde, Regula Stibi o Heinz Holliger, entre muchos otros.

## Trayectoria
De 2006 a 2009 realiza las labores de directora artística en la serie de conciertos Lokalbühne en colaboración con la ZHdK.
En 2007 se publica el disco Zwärgfäll, la divertida historia del dúo Zwärgfäll en el que Christian Glauser y Philippe Graff ponen las voces y Moritz Müllenbach e Isora Castilla la música.
En 2011 la pianista forma el trío Dumky Klaviertrio con Magalie Martínez al violín y Martina Huber al violonchelo. Aunque hacen música de cámara las raíces folclóricas están presentes y fusionadas con la música clásica. También participa como miembro del jurado en la primera International Piano Competition Free Style, celebrada en Berna.
En 2015 publica junto a la cantante y compositora suiza Sonja Indin el disco Augen in der Grossstadt: Chansons zu Texten von Kurt Tucholsky, donde reinterpretan trece clásicos del jazz que sonaban en el Berlín de los años 20. Ese año también colabora como pianista con la bailarina de flamenco Nina Corti  y el coreógrafo y bailarín Alejandro Granados en el espectáculo Rachmanin off Flamenco, que se representa en el Teatro Rigiblick de Zúrich.
Desde 2016 colabora habitualmente con la compañía Flamencos en route como solista y como acompañante, poniendo de manifiesto la relevancia que históricamente ha tenido el piano en el flamenco. Con ellos participa en el espectáculo À Miró, donde rinden homenaje al pintor catalán Joan Miró.

## Actualidad
Actualmente imparte clases en el Bern Konservatorium y en la HKB (Hochschule der Künste Bern) de Berna, ofrece conciertos como directora de la Orchester Spiez, con más de 25 años de existencia, y actúa como solista en Suiza y otros países europeos. Su labor como investigadora se centra principalmente en la importancia histórica del piano en el flamenco. Su doctorado versa sobre la obra y figura del compositor alemán Antonio Robledo, con quien llegó a trabajar mano a mano. En 2019 tiene previsto publicar la primera autobiografía en español del músico inglés Gerald Moore con Editorial Alpuerto.

## Actividad concertística
Su actividad concertística engloba festivales como European Youth Music Festival (Barcelona), Antiken Festival junto a la Münchner Symphoniker (Alemania), Sulzer Festival, Winterthurer Musikfestwochen, Festival der Künste Zürich, Zürcher Festspiele (Suiza), o el Orpheum (Festival Internacional para el fomento de jóvenes artistas); fundaciones como Lilienberg Stiftung, Sulzberg Stiftung, Fondation Suisse (París), Fundación Música Española Suiza, España Cooperación Cultural Exterior, o el Programa Creamos con el Cabildo de La Palma. Colabora también al piano junto a Caspar Dechmann y Dessislava Ivanova Genova en las representaciones de la ópera de Carl Orff Die Kluge (El inteligente), y en programas multidisciplinares como Romantik con el filósofo Rudiger Safranski en 2008, Wort und Bild Festifall sobre la música de la India con Anindo Chatterjee y Ken Zuckerman, además de con la compañía de danza Habana Tango y su espectáculo sobre Astor Piazzolla en La Habana, la compañía Flamencos en route o conciertos didácticos en Takino Theater (Liechtenstein) y Yehudi Menuhin Forum (Berna).

## Colaboraciones y artistas relacionados
Isora Castilla a lo largo de su trayectoria ha trabajado con compositores como Péter Eötvös, Alvin Lucier, Peter Wettstein, Cergio Prudencio y Antonio Robledo, tocado con el Arc-en-ciel Ensemble bajo la dirección de William Blank y Peter Eötvös, con el Ensemble Tzara (Suiza), con el Julliard Electric Ensemble y el Axiom Ensemble bajo la dirección de Vince Lee (Nueva York), y ha estrenado obras de los compositores Igor Oliveira, Silvio Zinnstag, José López Montes, Matthias Müller, Darija Andovska, Katharina Weber y Saskia Bladt.

## Discografía

### Colaboraciones
- Azul (con Alexander Sputh y Jorge Guerra) (1999) (Digipalma)
- Zwärgfäll (premio del público en el festival Sonohr 2012) (2007) (ZHdK Records)
- Augen in der Grossstadt: Chansons zu Texten von Kurt Tucholsky (con Sonja Indin) (2015)

## Reconocimientos

### Premios
- Andrés Segovia - José Miguel Ruiz Morales (por la Universidad de Santiago de Compostela) (2012)
- Finalista del concurso de improvisación “Wagner” (Bayreuth) (2013)

### Becas
- Beca de la Fundación Doctor Morales (Fundación Canaria Doctor Manuel Morales) (2003 - 2004)